# Anja Timmer
Annie Jeanette (Anja) Timmer (Emmen, 14 maart 1961) is een Nederlands politicus. Ze was lid van de Tweede Kamer voor de Partij van de Arbeid. Van juli 2012 tot september 2016 was zij wethouder van de Overijsselse gemeente Almelo.

## Biografie
Timmer is opgeleid tot verpleegkundige. Ze werkte tussen 1979 en 2002 in verschillende ziekenhuizen. In 1998 werd ze raadslid in Hengelo. Na de gemeenteraadsverkiezingen in 2002 werd ze fractievoorzitter in de raad. Bij de Tweede Kamerverkiezingen 2003 werd ze echter gekozen in het parlement en vertrok naar Den Haag.
Timmer was in de Kamer woordvoerster op het terrein van verslavingen en voor het beleid rond werken in de zorg. Ook hield ze zich bezig met het homobeleid, jeugdzorg en mantelzorg. Ze is een voorstander van het terugdringen van drankmisbruik onder jongeren, maar is hierbij voorstander van goede voorlichting en niet van repressie.
In 2006 was ze mede-indiener van een rapport over de geringe effecten van ICT-projecten in de zorg. Ook diende ze een initiatiefvoorstel in welke verruiming van de rechtsmacht en verhoging van de strafmaat bij internationale kinderontvoering bepleitte. Bij de Tweede Kamerverkiezingen 2006 stond ze op een 42e plek op de kandidatenlijst van haar partij, te laag om herkozen te worden. Ze nam op 29 november 2006 afscheid van het parlement.
Op 20 november 2007 werd zij opnieuw beëdigd als opvolger van Ferd Crone, die burgemeester werd van Leeuwarden. In 2009 werd zij aangesteld als voorzitter van de vaste Kamercommissie voor Economische Zaken.
Bij de Tweede Kamerverkiezingen 2010 stond zij op een 40e plaats op de kandidatenlijst van de PvdA. Zij werd daardoor niet herkozen als lid van de Tweede Kamer.
Van 11 juli 2012 tot 13 september 2016 was zij wethouder van de gemeente Almelo. Zij volgde Theo Schouten op, die benoemd werd als burgemeester van Oldenzaal. Haar portefeuille bestond uit Ruimtelijke ordening, Verkeer en vervoer, Volksgezondheid, Stadsbeheer en openbare werken en Regiozaken. Vanaf 2014 decentralisaties Jeugdhulp en WMO , cultuur, binnenstadsontwikkeling , openbare ruimte & stadsbeheer, markt en havens, personeel &organisatie ,regiozaken en bouw stadhuis. Ze was Stadsdeelwethouder van Ossenkoppelerhoek, Nieuwstraatkwartier en de Riet.